# Темнарон
Темнарон (швед. Tämnarån) — річка у середній частині Швеції, у ленах Вестманланд і Уппсала. Довжина річки залежно від визначення місця витоків становить 50 км або 90 км, площа басейну становить 1280 км² (1258,1 км², 1250 км²). На річці побудовано 4 ГЕС малої потужності.

## Географія
За одними даними, річка Темнарон бере початок від озера Темнарен (швед. Tämnaren), за іншими даними, витоки річки розташовані вище озера — у лені Вестманланд. Залежно від визначення місця витоків, довжина річки визначається у 50 км або 90 км. Озеро Темнарен є найбільшим озером басейну, воно розташоване на висоті 36 м над рівнем моря і має площу 39 км. Річка впадає у бухту Левстабуктен (швед. Lövstabukten) Ботнічної затоки Балтійського моря. У гирлі річки лежить селище Карлгольмсбрук.

## ГЕС
На річці Темнарон зведено 4 малих ГЕС з загальною встановленою потужністю 0,7 МВт й з загальним середнім річним виробництвом близько 3 млн кВт·год
| № | Назва      | Назва швед- ською | Роз- ташуван- ня | Рік введен- ня в дію | Встанов- лена потуж- ність, МВт | Середнє річне вироб- ництво, млн кВт·год |
| - | ---------- | ----------------- | ---------------- | -------------------- | ------------------------------- | ---------------------------------------- |
| 1 | Улльфорс   | Ullfors           |                  | 1999                 | 0,11                            | 0,4                                      |
| 2 | Гусбюкварн | Husbykvarn        |                  | 1943                 | 0,234                           | 01,6                                     |
| 3 | Стремсберг | Strömsberg        |                  | 1954                 | 0,34                            | 0,7                                      |
| 4 | Вестланд   | Västland          |                  | 1996                 | 0,064                           | 0,25                                     |